# Helsing (empresa)
Helsing GmbH es una empresa alemana de tecnología de defensa con sede en Múnich. Fundada en 2021 por Torsten Reil, Gundbert Scherf y Niklas Köhler, desarrolla drones militares y software de inteligencia artificial diseñados para mejorar los sistemas de armas y optimizar la toma de decisiones en el campo de batalla.

## Historia
Helsing fue fundada en 2021 originalmente como una empresa de software de inteligencia artificial por Torsten Reil, un desarrollador de juegos; Gundbert Scherf, quien anteriormente trabajó en el Ministerio Federal de Defensa alemán; y Niklas Köhler, un ingeniero de aprendizaje automático.   Su software utiliza IA para analizar grandes cantidades de datos de sensores y sistemas de armas, brindando información del campo de batalla en tiempo real que mejora la toma de decisiones militares.   Más tarde, Helsing comenzó a diseñar y fabricar sus propios drones, anunciando el modelo HX-2 en diciembre de 2024.  Con sede en Múnich,  la empresa ha establecido filiales en Estonia, Francia y el Reino Unido.  Según Reil, parte de la motivación para iniciar la empresa fue la anexión de Crimea por Rusia en 2014. La empresa se compromete a vender únicamente a gobiernos democráticos. 
La financiación inicial de la empresa de 100 millones de euros fue liderada por el fundador de Spotify, Daniel Ek, a través de su vehículo de inversión Prima Materia en noviembre de 2021. La noticia provocó indignación entre algunos artistas de Spotify, que abogaron por boicots y se opusieron al uso de los ingresos por streaming del servicio para apoyar el desarrollo de tecnología militar.  La segunda ronda de financiación de Helsing estuvo liderada por General Catalyst, recaudando 209 millones en septiembre de 2023.  GC también lideró la tercera ronda con la participación de Saab, Accel, Lightspeed, entre otros, recaudando 450 € millones, lo que valoró a Helsing en aproximadamente 5 mil millones de euros en julio de 2024,  lo que elevó su capital captado a 761,5 millones de euros. 
La empresa de aprendizaje profundo del cofundador Köhler, llamada Hellsicht, fundada en 2017, se fusionó con Helsing.  En 2022, Helsing adquirió Design AI, una empresa especializada en inteligencia artificial de refuerzo. 
Tras la invasión rusa de Ucrania, Helsing estableció asociaciones con Rheinmetall en septiembre de 2022 y Saab en septiembre de 2023 para integrar la IA de Helsing en sus sistemas de armas existentes.    y continuó desarrollando sistemas de IA para Ucrania mientras continuaba la guerra. 
En 2024, Helsing consiguió un contrato para construir una infraestructura de inteligencia artificial para el Futuro Sistema Aéreo de Combate.   También ese año, la compañía se asoció con Airbus para desarrollar el sistema de inteligencia artificial de Wingman.  Su IA se ha integrado en el sistema de a bordo del Eurofighter Typhoon.  El sistema de radar del Saab JAS 39 Gripen también se actualizó con el software de Helsing.  Helsing también se ha asociado con la Bundeswehr para actualizar sus plataformas militares existentes, como vehículos blindados, integrando sus tecnologías de IA. 
En la Cumbre de Acción de IA de 2025 en París, Helsing anunció una colaboración con Mistral AI para crear lo que ellos llaman modelos de IA de "visión-lenguaje-acción" para su plataforma de defensa, lo que le permitirá comprender su entorno, interactuar con operadores de drones y tomar decisiones más rápidas en situaciones complejas.   Además, se ha asociado con la empresa emergente francesa de infraestructura satelital Loft Orbital para desplegar la primera constelación de satélites multisensoriales impulsada por IA de Europa para defensa, con el fin de ayudar en la vigilancia de fronteras, el seguimiento del movimiento de tropas y la protección de la infraestructura. 
A principios de 2025, con 4.000 drones de ataque Helsing HF-1 entregados a Ucrania (suscritos por Alemania), el fabricante acordó suministrar además al país devastado por la guerra 6.000 drones de ataque HX-2. 

## Productos
Sus drones con munición merodeadora, HF-1 y HX-2, utilizan inteligencia artificial y datos de mapas almacenados para navegar y apuntar sin necesidad de GPS. El software de reconocimiento y ataque integrado en los drones, llamado Altra, puede combinar datos de múltiples drones para cubrir un área más amplia e identificar objetivos, lo que da a los operadores tiempo adicional para evaluar la situación y tomar decisiones más precisas.   Inmune a los bloqueadores convencionales, el HF-1 ha sido utilizado por el gobierno ucraniano en su guerra contra Rusia, que además ha contratado a Helsing para que suministre 4.000 HX-2 en septiembre de 2024.  Los drones HX-2 se fabrican en la fábrica de Helsing en el sur de Alemania, mientras que varios fabricantes locales en Ucrania están construyendo HF-1 para el país.  La empresa planea construir fábricas similares en toda Europa. 
Los drones HX-2 cuentan con un diseño de cuadricóptero con cuatro alas y rotores dispuestos en una configuración X con una velocidad máxima de 250 kilómetros por hora (160 millas por hora).  El dron puede equiparse con hasta 5 kilogramos de munición y tiene un alcance de 100 kilómetros. Se necesita un solo piloto para controlar los drones mediante una computadora portátil especializada equipada para fines militares.   La compañía afirma que las técnicas avanzadas, incluida la impresión 3D, permiten reducir los costos de fabricación de los drones. 